# メランジェ

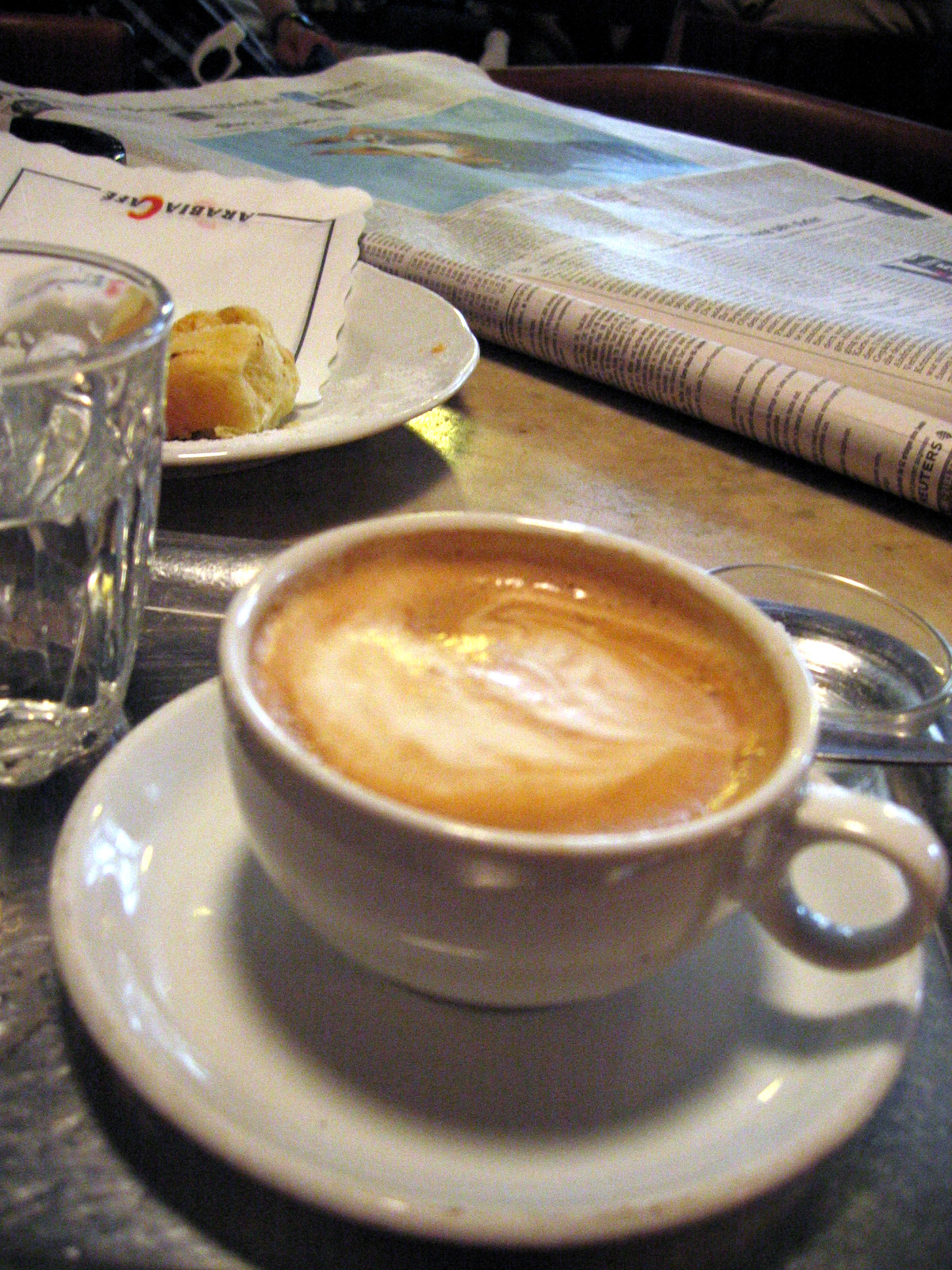
メランジェ

メランジェ（ドイツ語: Melange, フランス語で“混ぜたもの”の意）は、ドイツ語圏においてミルクを加えたコーヒー飲料を指す言葉である。特にヴィーナー・メランジェ（ドイツ語: Wiener Melange [ˈviːnɐ meˈlãːʒ(ə)], ウィーンのメランジェの意）といった場合、オーストリアで日常的に飲まれている種類のものをいう。これはコーヒー（エスプレッソ）にミルクを加え、その上からミルクの泡を乗せたものであり、ウィーンでは1830年に初めて提供された。
ヴィーナー・メランジェはカプチーノとほぼ同じものであるが、メランジェはマイルドコーヒーで作る点が違いだと誤解されがちである。しかし、ウィーンのコーヒー会社ユリウス・マインルは、メランジェを「大きなカップに淹れたエスプレッソにスチームドミルクとミルクの泡を乗せたもの」と説明している。マンハッタンのカフェ・サバースキー (Cafe Sabarsky) も同様の見解である。ウィーンのカフェ・シュペールのメランジェはカップにブラックコーヒーとクリーミーミルクを半分ずつ淹れ、ミルクの泡を乗せている。一方でネスカフェやメーヴェンピック、ルフトハンザのケータリングでは、ミルクの泡を乗せるか乗せないかの違いはあるが、いずれもコーヒーをココアとブレンドしたものを提供している。
英語の Cafe Vienna とフランス語の Café viennois は通常、ミルクの泡ではなくホイップクリームを乗せたウィンナ・コーヒーの意味で使われる。ウィーンでも「ヴィーナー・メランジェ」と注文すればウィンナ・コーヒーが出てくることもあるが、ウィンナ・コーヒーは一般的にはオーストリアでは「フランツィスカーナー」（「フランシスコ会の僧侶」の意味）に相当する。なお、カプチーノも16世紀にフランシスコ会から分離したカプチン・フランシスコ修道会の僧侶に由来している。